# Мосфельд (станция метро)
«Мосфельд» (нем. Moosfeld) — станция Мюнхенского метрополитена, расположенная на линии  между станциями «Трудеринг» и «Мессештадт Вест». Станция находится в районе Трудеринг-Рим (нем. Trudering-Riem).

## История
Открыта 29 мая 1999 года в составе участка «Инсбрукер Ринг» — «Мессештадт Ост».

## Архитектура и оформление
Однопролётная станция мелкого заложения. Из-за тесноты на поверхности, стены станции в верхней части косые. Северная стена покрашена в серый цвет и облицована красными алюминиевыми листами, в которых вырезано название местности, а южная — наоборот. Световое оформление реализовано в виде 80 рефлекторов, в форме ложки, которые расположены поперёк к платформе. Платформа выложена светлыми гранитными плитами. Имеет два выхода по обоим концам платформы. В южной части платформы расположен лифт.

## Таблица времени прохождения первого и последнего поезда через станцию
|                                     | Воскресенье — Четверг (ч:мм) | Пятница — Суббота (ч:мм) |
|                                     | первый                       |                          |
| последний                           |                              |                          |
| В сторону станции «Трудеринг»       | 4:13                         | 4:13                     |
| В сторону станции «Трудеринг»       | 0:55                         | 1:55                     |
| В сторону станции «Мессештадт Вест» | 4:52                         | 4:52                     |
| В сторону станции «Мессештадт Вест» | 1:35                         | 2:35                     |

## Пересадки
Нет возможности пересадки на другие виды общественного транспорта.
| Предыдущая станция | Расстояние | Линия | Расстояние | Следующая станция |
| ------------------ | ---------- | ----- | ---------- | ----------------- |
| Трудеринг          | 959 м      |       | 1683 м     | Мессештадт Вест   |